# Елисеев, Иван Семёнович
Иван Семёнович Елисеев (1908—2000) — советский хозяйственный деятель, лауреат Сталинской премии.

## Биография
Родился 3 (16) августа 1908 года в пос. Кыштымский завод Пермской губернии.
Окончил Уральский институт цветных металлов и золота по специальности инженер-обогатитель (1932).
В 1934—1945 гг. — технический руководитель, начальник обогатительной фабрики, главный инженер Красноуральского медеплавильного завода. В 1945—1953 гг. — технический руководитель, начальник обогатительной фабрики, главный инженер Средне-Уральского медеплавильного завода. В 1955—1977 гг. — директор института «Унипромедь».
Скончался 5 июня 2000 года в Екатеринбурге. Похоронен на Сибирском кладбище.

## Награды и звания
Лауреат Сталинской премии (1951 — за коренное усовершенствование приёмов работы на флотационных машинах и отражательных печах, обеспечившее скоростные методы работы), Премии Совета Министров СССР (1972). Награждён орденами Октябрьской Революции (1971), Трудового Красного Знамени (дважды — 1953, 1961), «Знак Почёта» (1966), медалями.